# 伊萨耶夫斯科耶农村居民点
伊萨耶夫斯科耶农村居民点（俄语：Исаевское сельское поселение）是俄罗斯联邦伊万诺沃州伊利因斯科耶区所属的一个农村居民点。其下辖有22个居民点，行政中心为伊萨耶夫斯科耶。据2016年统计，该农村居民点的人口为718人。